# Anders Malling
Anders Christopher Malling (født 25. februar 1896 i Randers, død 1. marts 1981 i Sorø) var en dansk sognepræst i Brøns, salmeforsker og i 1930'erne et fremtrædende medlem af Danmarks Nationalsocialistiske Arbejderparti og senere partifører af Dansk Folkefællesskab. Han forlod dansk politik i 1940 og var ikke aktiv nazist under besættelsen. I 1935 udgav han bogen Nationalsocialismen og Kirken.
Efter krigen beskæftigede Malling sig primært med salmeforskning og sad fra 1945 til 1952 i Salmebogskommissionen, som udarbejdede den autoriserede salmebog af 1953. Malling udgav 1960-78 det omfattende værk Dansk salmehistorie I-VIII. 1961 blev han Ridder af Dannebrog.
Anders Malling var søn af gartner Andreas Christopher Malling (1830-99) og Jensine Simonsen (1864-1940). Han giftede sig den 4. september 1921 i Sankt Mortens Kirke (Randers) med Johanne Henckel Bachmann, datter af boghandler Johannes Bachmann (1857-1937) og Anna Mollerup (1865-1913).